# Capròids

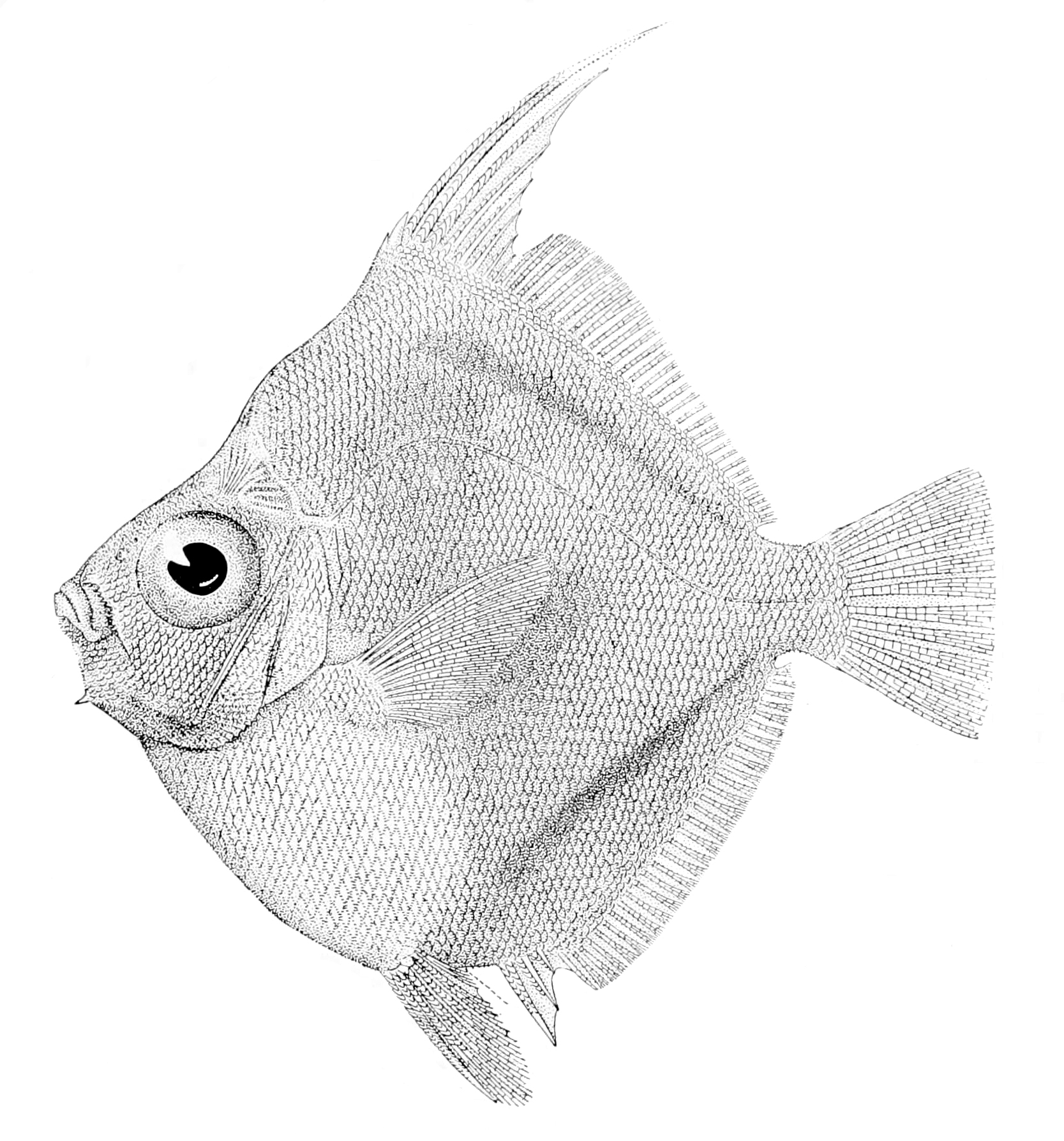
Antigonia eos

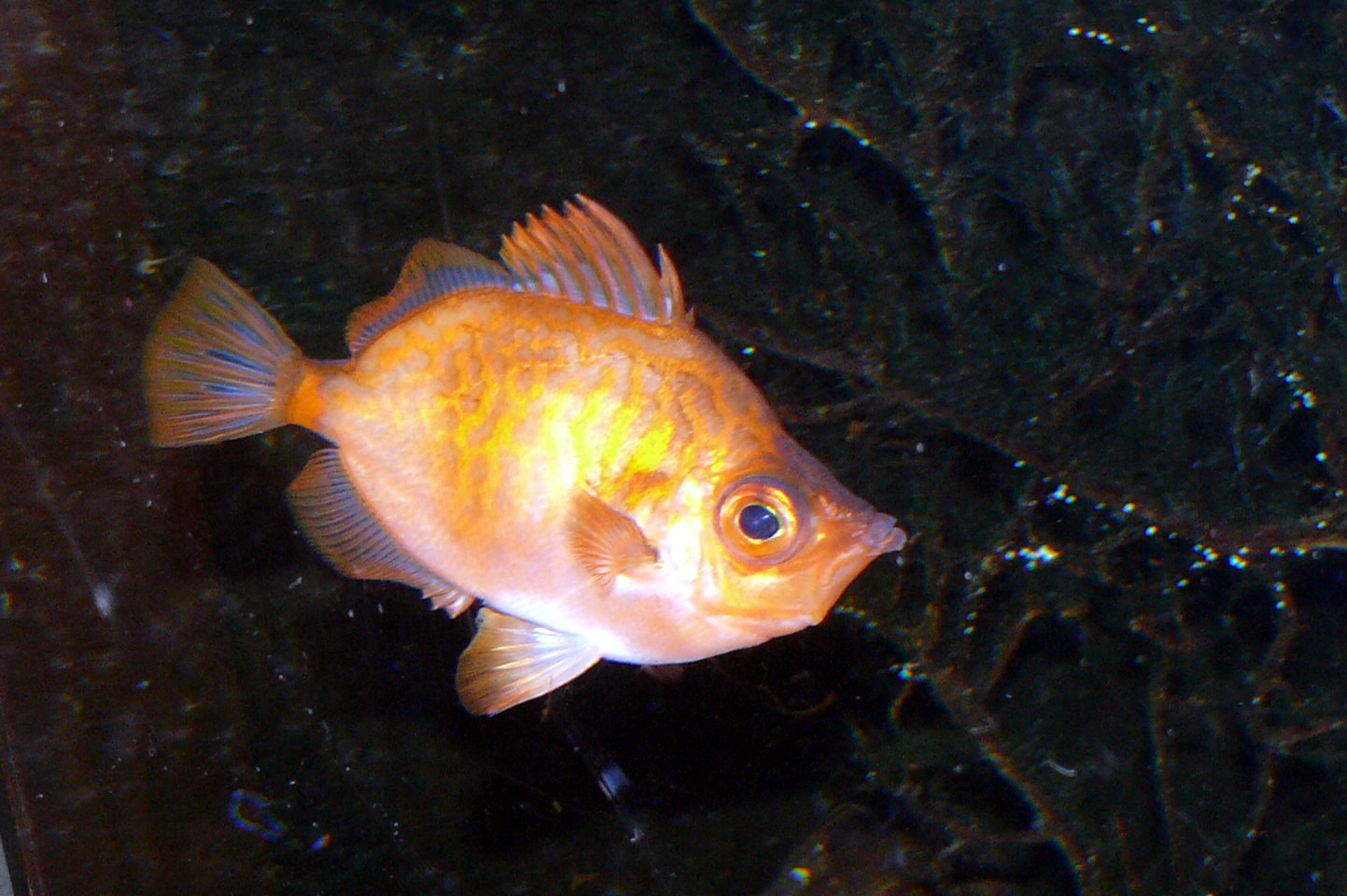
Capros aper

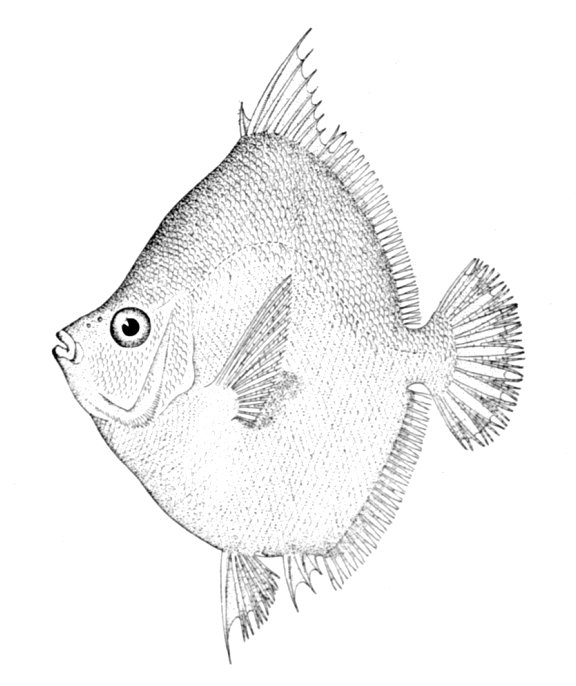
Antigonia capros

Els capròids (Caproidae) constitueixen una família de peixos de l'ordre dels zeïformes, la qual és representada a la mar Mediterrània pel xavo. Hi ha controvèrsia sobre la sistemàtica d'aquest grup. Segons ITIS aquesta família es troba dins de l'ordre zeïformes, mentre que segons FishBase s'hauria d'incloure dins l'ordre dels perciformes.

## Etimologia
Del llatí caper ('cabra').

## Descripció
- Són de mida petita (només unes poques espècies assoleixen una longitud màxima de 30 cm).
- Cos prim, molt comprimit, de vegades romboïdal, i recobert de petites escates.
- Cap amb una cresta occipital desenvolupada.
- Ulls relativament grossos.
- Boca petita i protràctil, la qual esdevé un tub curt en el gènere Capros.
- Tenen entre 7 i 9 espines a l'aleta dorsal, 2-3 a l'aleta anal i una única espina a l'aleta pelviana.
- Aleta caudal arrodonida.
- Nombre de vèrtebres: 21-23.
- La coloració és, generalment, vermella o rosa.[6][7][8]

## Alimentació
Mengen, principalment, crustacis.

## Hàbitat
Són peixos marins que viuen entre 40 i més de 600 m de fondària.

## Distribució geogràfica
Es troben a l'Atlàntic, l'Índic i el Pacífic.

## Gèneres
- Antigonia (Lowe, 1843)[22]
- Capros (Lacépède, 1802)[23][24][25][26]